# Municipio de Bear Creek (condado de Montgomery)
El municipio de Bear Creek (en inglés: Bear Creek Township) es un municipio ubicado en el condado de Montgomery en el estado estadounidense de Misuri. En el año 2010 tenía una población de 2566 habitantes y una densidad poblacional de 9,48 personas por km².

## Geografía
El municipio de Bear Creek se encuentra ubicado en las coordenadas 38°56′4″N 91°20′16″O / 38.93444, -91.33778. Según la Oficina del Censo de los Estados Unidos, el municipio tiene una superficie total de 270.71 km², de la cual 268,51 km² corresponden a tierra firme y (0,81 %) 2,2 km² es agua.

## Demografía
Según el censo de 2010, había 2566 personas residiendo en el municipio de Bear Creek. La densidad de población era de 9,48 hab./km². De los 2566 habitantes, el municipio de Bear Creek estaba compuesto por el 95,83 % blancos, el 1,01 % eran afroamericanos, el 0,23 % eran amerindios, el 0,35 % eran asiáticos, el 0,47 % eran de otras razas y el 2,1 % eran de una mezcla de razas. Del total de la población el 1,56 % eran hispanos o latinos de cualquier raza.